# Błatnia (osada)
Błatnia – osada w Polsce, położona w województwie śląskim, w powiecie bielskim, w gminie Jaworze.
W latach 1975–1998 miejscowość położona była w województwie bielskim.